# 1/18スケール

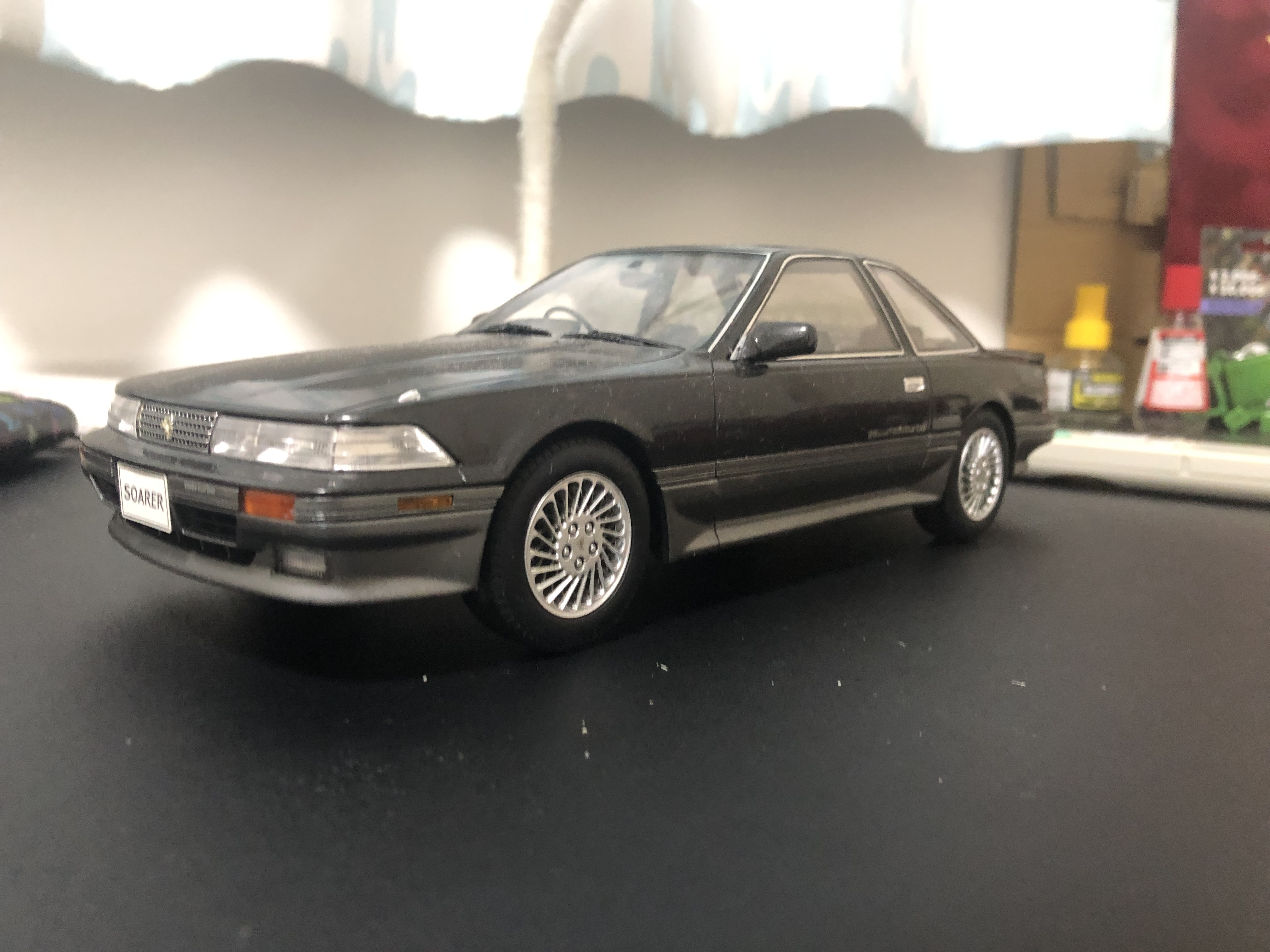
1/18スケールのトヨタ・ソアラのミニカー（ホビージャパン製）

1/18スケール（18分の1スケール）は、主にミニカーやプラモデルなどのスケールモデルで用いられる、実物を18分の1に縮小した模型の縮尺である。

## 概要
1/18スケールは、1980年代後半から1990年代にかけて市場に登場し、それまでの主流であった1/43スケールや1/64スケールよりも大型で、より詳細な再現が可能となった。特にダイキャスト製のミニカーでは、エンジンルームや内装、サスペンションといった実車の複雑な構造を忠実に再現できるため、ハイエンドなディスプレイモデルとして確立された。

## 特徴
- 精密なディテール再現

複雑なエンジンやサスペンション、車内のシートやダッシュボードなど、実車さながらの細かな再現がされている。
- ギミックの搭載

ドア、ボンネット、トランクなどの開閉はもちろん、ステアリングと前輪が連動して可動する製品が多い。一部の製品では、サスペンションが可動するものもある。
- サイズと展示性

実車の種類にもよるが、全長が20cm〜30cm程度となり、存在感のあるサイズである。専用のショーケースに飾られることが多く、コレクション性が高い。
- 材質

ミニカーでは主にダイキャスト合金が用いられるが、近年では軽量で成形が容易なレジン（樹脂）製のモデルも増えている。プラモデルではポリスチレンが一般的である。

## 主な製品分野

### ミニカー（ダイキャストモデル/レジンモデル）
1/18スケールのミニカーは、その再現性の高さから、自動車愛好家やコレクターに人気が高い。高級車、スポーツカー、クラシックカー、レーシングカーなど、多岐にわたる車種がモデル化されている。
主なメーカー
- 京商 - 日本のメーカー。高品質なモデルを多数展開。
- オートアート - 香港のメーカー。複合素材を用いた軽量モデルで知られる。
- ミニチャンプス - ドイツのメーカー。F1マシンなども手掛ける。
- CMC - ドイツのメーカー。特にクラシックカーの超精密モデルで有名。
- BBR MODELS - イタリアのメーカー。フェラーリなどのレジン製モデルで人気。
- LOOKSMART - イタリアのメーカー。レジン製モデルを専門とする。

### プラモデル
ミニカーに比べると製品数は少ないものの、一部のメーカーからエンジンやシャシーまで精密に再現されたフルディテールキットが発売されている。
主なメーカー
- タミヤ - 一部のキットで1/18スケールの製品を扱っている。
- Revell - ドイツのメーカー。比較的安価なキットが豊富。

## 歴史
1/18スケールはすでに1960年代にはあった可能性が高い。
1/18スケールが普及し始めたのは、1980年代後半にアメリカ合衆国のメーカーが中心となって、当時の人気車種を大型ミニカーとして製品化したのが始まりとされた可能性が高い。その後、ヨーロッパや日本のメーカーも参入し、より精密な製品が登場することで、現在のようなコレクターズアイテムとしての地位を確立した。